# Penzberg
Penzberg è una città tedesca di 16 909 abitanti, situata nel Land della Baviera.